# Umm al-Quiram
Umm al-Kirām bint al-Mu‘tasim b. Ṣumādiḥ o Umm al-Karam bint al-Mu‘tasim b. Ṣumādiḥ, nombre españolizado como Umm al-Quiram, fue una princesa y poeta andalusí del siglo XI, hija de Almotacín, rey de la Taifa de Almería (que se corresponde aproximadamente con la actual provincia de Almería, Comunidad Autónoma de Andalucía, España).

## Biografía
Umm al-Kiram vivió durante la segunda mitad del siglo XI, probablemente entre 1051 y 1091. 
Perteneciente a la dinastía de los Banu Sumádih o sumadihíes, tuvo tres hermanos también poetas, dos de los cuales fueron Raf al-Dawla ben Muhámmad y Ubaid Allah ben Muhámmad. 
En el Al-Bayan al-Mughrib de Ibn Idhari, se afirma que su inteligencia fue tal que su padre la educó junto a sus hermanos, superándolos a todos en el arte de la composición poética de casidas y moaxajas. En esa misma obra se da referencia de las únicas obras que se conservan de la princesa, poemas de amor dedicados a as-Sammār, un eunuco de enorme belleza originario de Denia que participaba del gobierno en la corte almeriense, lo que debió permitirle frecuentar a la princesa. Cuando su padre, el rey Almotacín, supo de los amoríos entre ambos, lo hizo desaparecer.

Maravillaos, amigos,

de lo que ha cosechado una pasión ardiente,

pues, de no ser por eso, no habría bajado,

en compañía de la luna de la noche,

desde su cielo altísimo a la tierra.

Mi pasión por quien amo es de tal suerte

que si de mí se separase el corazón lo seguiría.

Ay, ojalá supiera

si hay algún medio de estar solos

donde no lleguen los oídos del espía.

¡Qué maravilla! 

A solas quiero estar con un amado

que vive, aunque se vaya, en mis entrañas y en mi pecho.